# 高橋秀仁
高橋 秀仁（たかはし ひでひと、1962年7月21日 - ） は、日本の実業家。東京都出身。レゾナック・ホールディングス代表取締役社長兼CEO、レゾナック代表取締役社長。

## 略歴
1981年駒場東邦高等学校卒業。1986年東京大学経済学部卒業、三菱銀行（現・三菱UFJ銀行）入行。
日本ゼネラルエレクトリック、モメンティブ・パフォーマンス・マテリアルズ・ジャパンなどを経て、2015年10月昭和電工に入社。2016年執行役員、2017年常務執行役員、2020年代表取締役常務執行役員CSOとして、日立化成の買収に携わる。
2022年1月代表取締役社長。2023年1月統合の昭和電工マテリアルズ代表取締役社長兼任。2023年1月、レゾナック代表取締役社長。